# 细毛含笑
细毛含笑（学名：Michelia balansae var. appressipubescens）为木兰科含笑属下的一个变种。